# Hirofumi Uzawa
 Hirofumi Uzawa (jap. 宇澤弘文 Uzawa Hirofumi; ur. 21 lipca 1928, zm. 18 września 2014 w Yonago) – japoński ekonomista, emerytowany profesor Uniwersytetu Tokijskiego oraz członek Akademii Japońskiej.

## Życiorys
Uzawa studiował matematykę na Uniwersytecie Tokijskim, tam też uzyskał doktorat z matematyki. W 1956 r. rozpoczął studia ekonomiczne na Uniwersytecie Stanforda, gdzie uzyskał tytuł profesora. 
Pod koniec życia był pracownikiem naukowym w Uniwersytecie Doshisha. Pełnił funkcję przewodniczącego Stowarzyszenia Ekonometryków w latach 1976/77. 
Profesor Uzawa zapoczątkował ekonomię matematyczną i sformułował teorię wzrostu gospodarczego w ekonomii neoklasycznej. Znajduje to odzwierciedlenie w dwusektorowym modelu wzrostu i warunku Uzawy.
Został odznaczony m.in. tytułem zasłużonego dla kultury (1983) i Orderem Kultury (1997).